# Yu He
Yu He (* vor 175; † 204), später Sun He, war ein Offizier der Wu-Dynastie zur Zeit der Drei Reiche im alten China.
Yu He wurde in den 180ern von Sun Jian adoptiert, dessen Familiennamen er annahm. Er diente Sun Jian bis zu seinem Tod als Leibwächter. Später beteiligte er sich an Sun Ces Kampagne zur Eroberung des chinesischen Südens und wurde anschließend bei Sun Yis Kommandantur stationiert. Als Sun Yi ermordet wurde, sollte Sun He das Verbrechen aufklären, aber er wurde selbst von Sun Yis Mördern erschlagen.

## Nachkommen
Hauptartikel zur Sun-Familie
Sun He hinterließ vier Söhne, die allesamt hohe militärische oder zivile Posten einnahmen:
- Sun Zhu (Herr von Qu’a)
- Sun Yi (Herr von Hai Yang, starb jung.)
- Sun Huan
- Sun Jun (diente als Edler General des militärischen Haushalts)
  - Sun Jian (diente als General, der die Rebellen unterwirft)
  - Sun Shen (diente als General, der den Süden bewacht)
    - Sun Cheng